# Грб Суринама
Грб Суринама је званични хералдички симбол јужноамеричке државе Суринам. Грб је усвојен је 25. новембра 1975. године, на дан стицања независности. 

## Опис грба
Састоји се од штита чија лева страна симболизује прошлост (брод који доводи робове из Африке) а десна страна садашњост (краљевска палма - симбол човека). У средини штита је зелени дијамант са жутом звездом. Дијамант је симбол срца, а звезда симбол пет континената с којих потичу становници Суринама. Око штита стоје два домороца који придржавају штит, а испод штита је трака с мотом „Justitia, Pietas, Fides“ (правда, побожност, оданост).